# Дубники (Житомирская область)
Дубники (укр. Дубники) — село на Украине, находится в Новоград-Волынском районе Житомирской области.
Население по переписи 2001 года составляет 347 человек. Почтовый индекс — 11713. Телефонный код — 4141. Занимает площадь 1,367 км².

## География
Через село течет река Дубничка, левый приток Перевезни.

## История
Основанное в 1597 году, в 1906 году село входило в Городницкую волость Новоград-Волынского уезда, Волынской губернии. Расстояние от уездного города составляло 22 версты, от волости 7. Дворов 83, жителей 514.
В 1923-60 годах - административный центр Дубницкого сельского совета Городницкого и Емильчинского районов.
До 5 августа 2016 года село входило в состав Кленовского сельского совета Новоград-Волынского района Житомирской области.

## Адрес местного совета
11712, Житомирская область, Новоград-Волынский р-н, с. Кленовая.